# Reso
Reso (finska: Raisio) är en stad i landskapet Egentliga Finland, omkring 7 km nordväst om centrala Åbo. Reso har 24 810 invånare och har en yta på 50,06 km².
Reso är enspråkigt finskt.
Största arbetsgivare är livsmedelsföretaget Raisio.
Betydande vattendrag i Reso är Reso å, Resoviken som är ett naturskyddsområde samt sötvattensbassängen Haunisen allas, som ger möjlighet att se en insjö i vardande. Reso medeltida kyrka är helgad till Sankt Mårten. I Reso finns Krookila hembygdscentrum och Huhko gård, som nu är ett gästgiveri men som i tiden uppfördes för professor Johan Bilmark. I Reso finns också det historiska, konstinriktade och arkeologiska museet Harkko.

## Historia
I området har en av Finlands största kända depåfynd från vikingatiden gjorts. Depåfyndet innehöll ungefär 618 silvermynt, det exakta antalet är inte känt då en hel del mynt lär ha försvunnit under tidens lopp, och utgörs mest av tyska och engelska. Skatten är inte helt bevarad längre.

## Politik

### Mandatfördelning i Reso stad, valen 1976–2021
| 11 | 11 |  | 4 | 5 |  | 10 |

| 11 | 12 |  | 3 | 2 | 2 | 12 |

| 10 | 13 | 3 | 4 |  |  | 11 |

| 10 | 12 | 2 | 4 |  |  |  | 12 |

| 9 | 15 |  | 2 | 3 |  |  | 2 | 9 |

| 8 | 16 |  | 2 | 3 |  | 12 |

| 8 | 15 |  | 2 | 3 |  | 13 |

| 9 | 13 | 3 | 4 | 2 | 12 |

| 23 | 20 |

| 8 | 13 |  | 2 |  | 2 |  | 15 |

| 22 | 21 |

| 7 | 12 |  | 5 | 3 |  | 14 |

| 26 | 17 |

| 6 | 13 | 4 | 4 | 3 |  |  | 11 |

| 23 | 20 |

| 4 | 11 | 5 | 8 | 3 |  |  | 10 |

| 29 | 14 |

### Vänorter
Reso har följande vänorter:
- Csongrád, Ungern, sedan 1991
- Elmshorn, Tyskland, sedan 2000
- Padis kommun, Estland, sedan 1994
- Kingisepp, Ryssland, sedan 1975
- Sigtuna kommun, Sverige, sedan 1975

## Demografi

### Befolkningsutveckling
| Befolkningsutvecklingen i Reso stad 1975–2020                                                                | Befolkningsutvecklingen i Reso stad 1975–2020 | Befolkningsutvecklingen i Reso stad 1975–2020 | Befolkningsutvecklingen i Reso stad 1975–2020 | Befolkningsutvecklingen i Reso stad 1975–2020 |
| --- | --------------------------------------------- | --------------------------------------------- | --------------------------------------------- | --------------------------------------------- |
| |                                               |                                               |                                               |                                               |
| År |                                               |                                               | Folkmängd                                     |                                               |
| 1975 | 1975                                          |                                               | 17 051                                        |                                               |
| 1980 | 1980                                          |                                               | 18 017                                        |                                               |
| 1985 | 1985                                          |                                               | 19 671                                        |                                               |
| 1990 | 1990                                          |                                               | 21 120                                        |                                               |
| 1995 | 1995                                          |                                               | 22 268                                        |                                               |
| 2000 | 2000                                          |                                               | 23 149                                        |                                               |
| 2005 | 2005                                          |                                               | 23 799                                        |                                               |
| 2010 | 2010                                          |                                               | 24 427                                        |                                               |
| 2015 | 2015                                          |                                               | 24 290                                        |                                               |
| 2020 | 2020                                          |                                               | 24 407                                        |                                               |
| Anm: Uppgifterna avser förhållandena den 31 december nämnda år enligt områdesindelningen den 1 januari 2022. |                                               |                                               |                                               |                                               |